# Boca-de-leão
A boca-de-leão, boca-de-lobo ou boca-de-peixe (Antirrhinum majus) é uma espécie de flor. Recebe este nome devido ao formato das flores.
A autoridade científica da espécie é L., tendo sido publicada em Species Plantarum 2: 617. 1753.

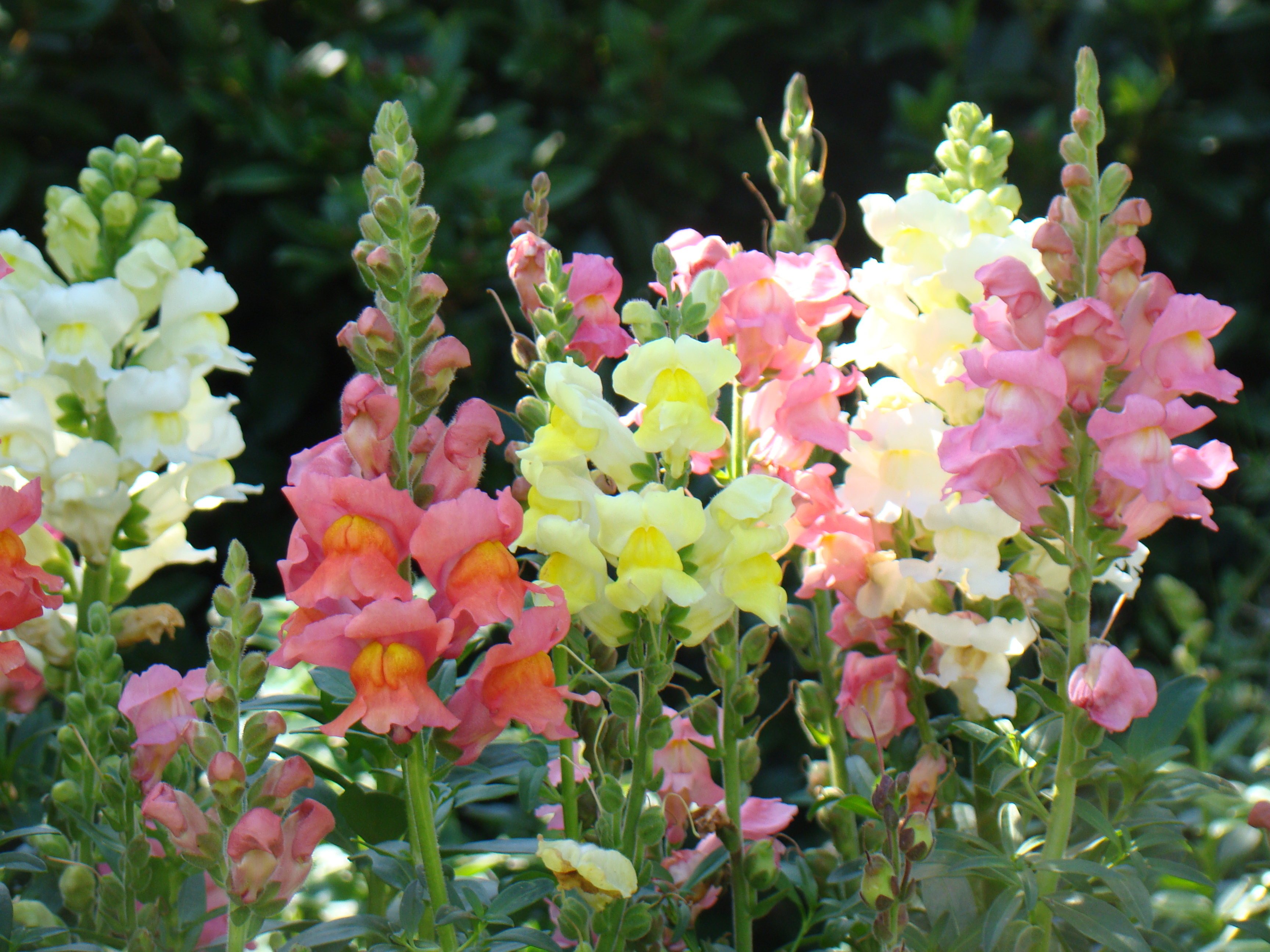
Antirrhinum majus

Possui ciclo anual, e atinge entre 40 e 70 cm de altura. Apresenta floração em cores diversas como amarelo, branco, rosa, roxo, dentre outras. As flores surgem entre o final do inverno e o início da primavera. Aprecia mais o frio.
É uma planta de sol pleno, necessitando de pelo menos 4 horas diárias de luz direta.

## Portugal
Trata-se de uma espécie presente no território português, nomeadamente no Arquipélago dos Açores e no  Arquipélago da Madeira.
Em termos de naturalidade é introduzida nas duas regiões atrás referidas.

## Protecção
Não se encontra protegida por legislação portuguesa ou da Comunidade Europeia.